# Sophie Fessy Hormann
Sophie Fessy Hormann, auch Sofie Fessy Hormann (* 24. November 1859 in Osterholz, † nach 1921) war eine deutsche Malerin und Bildhauerin.

## Leben
Über das Leben Sophie Fessi Hormanns ist nicht viel bekannt. Die Künstlerin wird in der Literatur als Autodidaktin beschrieben. Ihre Bilder sind heute sehr selten und kaum ein halbes Dutzend ist bekannt. Ihre Domäne waren vor allem Stillleben, Landschaften und Halbporträts. Internationale Aufmerksamkeit entfachten ihre „transportablen Fresken“, von denen Exemplare unter anderem vom Albertinum in Dresden und dem Metropolitan Museum of Art in New York erworben wurden.
Sie lebte und wirkte in München, wo sie Mitglied der „Freien Münchner Künstler“ und später der „Unabhängigen“ im Deutschen Künstlerbund war. Für eine Kunstausstellung reiste sie 1893 nach Paris. Im südlichen Teil der Villenkolonie am Höhenberg in Feldafing, einer Gemeinde im oberbayerischen Landkreis Starnberg, wurde 1921 eine Villa für Hormann gebaut.

## Werke (Auswahl)
- Kühe vor der Koppel, 1894[8]
- Kühe im Schnee, 1894[8]
- Mandolinenspielerin, 1897[9]
- Stillleben mit Fischen und Meeresfrüchten, um 1897[3]

## Ausstellungen
- VII. Internationale Kunstausstellung. Glaspalast, München 1897[10]
- 2. Esposizione Internazionale d’Arte della Città di Venezia. La Biennale di Venezia, Venedig 1897[9]
- 3. Esposizione Internazionale d’Arte della Città di Venezia. La Biennale di Venezia, Venedig 1899[10]
- Ausstellung eines Freskos mit dem Bild einer Meeresgöttin auf einem Brunnen in Nürnberg, 1905. Der plastische Schmuck stammte von Hermann Hahn.[4]
- An exhibition of transportable fresco paintings, done by a new process by Sofie Fessi Hormann. Taft and Belknap Gallery, New York City, Februar 1906.[11] Umfang: 60 Fresken.[4]

## Veröffentlichungen
- Spektrale Verspannung. Knorr & Hirth, München 1933